# キンタナロー・タイガース
キンタナロー・タイガース (英語: Quintana Roo Tigers、ティグレス・デ・キンタナ・ロー (スペイン語: Tigres de Quintana Roo) は、メキシコ合衆国キンタナロー州カンクンに本拠地を置くリーガ・メヒカーナ・デ・ベイスボルのプロ野球チームである。
本拠地球場はエスタディオ・ベトアビラ。マイナーリーグAAAクラスを与えられている。
有名な実業家のアレホ・ペラルタによって1955年に創設され、同年4月14日にリーガ・メヒカーナ・デ・ベイスボルのチームとしてデビューした。過去に11度のリーグ優勝を果たしている。メキシコシティ・レッドデビルズとは長くライバル関係を築いている。

## 選手名鑑

### 永久欠番
- 1 アレホ・ペラルタ
- 21 エクトル・エスピーノ
- 23 ホセ・ロドリゲス
- 24 マティアス・カーリーヨ